# Grantham

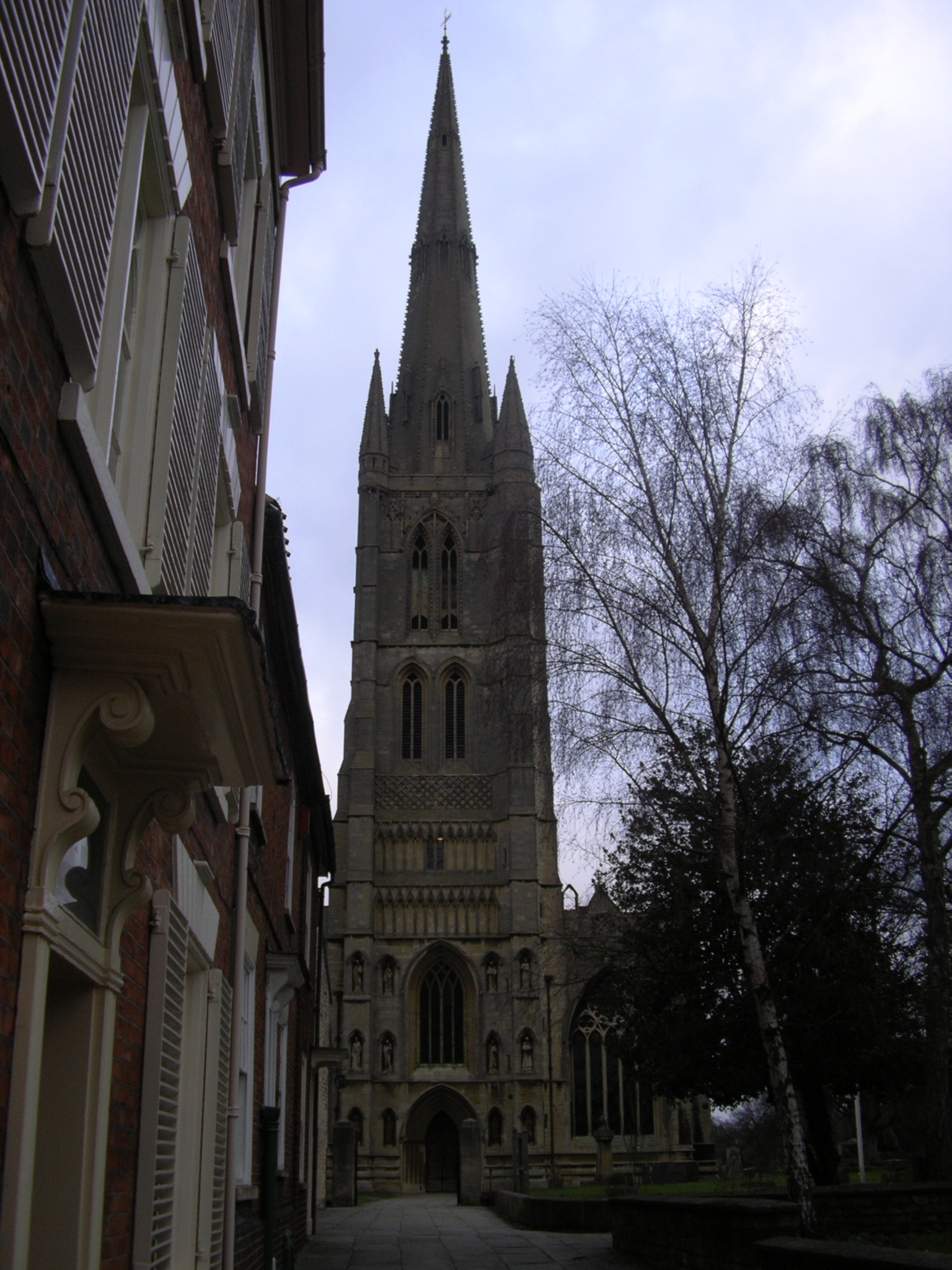
Iglesia de San Wolfram.

Grantham /ˈɡrænθəm/ es una ciudad de Lincolnshire, East Midlands, Inglaterra, con unos 35 000 habitantes. A pesar de su pequeño tamaño, está muy bien comunicada: situada a orillas del río Witham, por ella pasa la principal línea ferroviaria de la costa este (East Coast Main Line) y la principal carretera del país, la A1.

## Economía
Durante buena parte del siglo XX, la economía de la ciudad se basó en la industria del metal y ferroviaria. Actualmente, es la preparación de alimentos la que da trabajo a la mayor parte de sus ciudadanos.

## Turismo
El principal punto turístico de la ciudad es la iglesia de San Wolfram. Del siglo XIII, tiene la sexta torre más alta de Inglaterra, y en ella se encuentra la biblioteca pública más antigua del país, fundada en 1598.

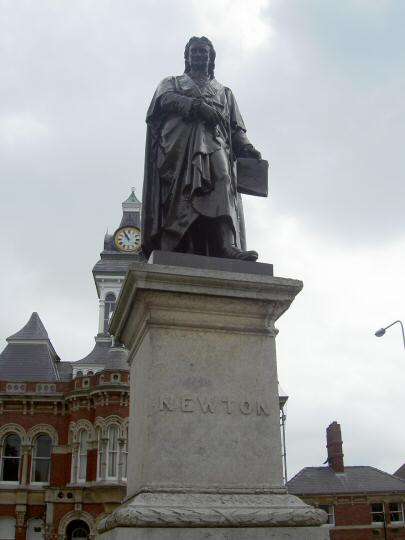
Estatua en honor de Sir Isaac Newton.

## Otros datos
Personajes famosos están relacionados con la ciudad: es el lugar de nacimiento de la ex primera ministra Margaret Thatcher (de hecho, Grantham es un tradicional feudo conservador), y el científico Isaac Newton estudió en la aún abierta King's School. De esta ciudad fue también la primera mujer policía en el mundo, en 1914.
Como curiosidad, Grantham fue elegida en 1980 como «la ciudad más aburrida de Gran Bretaña» en una encuesta de la BBC. Para contrarrestar esta fama, poco tiempo después se inauguraron un cine y una bolera.